# Yulee
Yulee est une census-designated place située dans le comté de Nassau, dans l’État de Floride, aux États-Unis.

## Démographie
| 2000  | 2010   | - | - | - | - |
| ----- | ------ | - | - | - | - |
| 8 327 | 11 491 | - | - | - | - |

Lors du recensement de 2010, sa population s’élevait à 11 491 habitants.

## Histoire
La ville a été nommée en hommage au politicien David Levy Yulee.

## Source
- (en) Cet article est partiellement ou en totalité issu de l’article de Wikipédia en anglais intitulé « Yulee, Florida » (voir la liste des auteurs).